# 5時から男&シルビア
5時から男&シルビア（ごじからおとこあんどシルビア）は、5人のメンバーで構成されたバンド。主に昭和歌謡、JPOP、JROCK、などのコピーをしメインは都内のライブハウスで活動している。
バンド名の由来は、メンバー全員バブル期を経験している事もあり、当時CMで流行った高田純次出演の「5時から男のグロンサン」からヒントを得たネーミングと言われている。
構成メンバーは  2代目ボーカルNARAchan奈良真澄 (初代ZAC)、ベースバンマスTOMMY貝沼知徳、ドラムTED香野哲、ギターIVAN 岩西伸介 キーボードSILVIA 寺田ちはる　5時から男の4人はサラリーマンとミュージシャンをこなす、ネーミング通りの「5時から男」を地でいくメンバーである。アマチュア、プロの垣根を越えた5人組と言われている。
SILVIA寺田ちはるはメンバーの中でピアニスト、音楽教室講師も務める音楽家である。
TED香野哲はITコンサルタント業の代表取締役をしながら音楽事務所社長でもある。ファイブエス企画株式会社

## 略歴
2018年10月1日に結成　
2018年11月に初ライブは渋谷にあるライブハウスDESEOにて開催。
その後は様々な都内のライブハウスでライブをしつつ、2020年上野恩賜公園の野外ステージで行われたTOKYOコピバンフェスvol2に出演。
2020年12月には中野にあるライブカフェ弁天にて、ワンマンライブを行う。ゲストでノンフィクション作家神山典士氏もボーカルとトークで参加し、神山典士、池畑ユミにより発刊された老舗ライブハウス屋根裏とRCサクセションの話が書かれた「屋根裏のユミさんとRCと」の書籍の話も併せたライブが話題になった。
ノンフィクション作家神山典士の著者
ペテン師と天才
この本による新垣隆もゲスト出演している
2021年1月にケーブルテレビ　イッツコム114ch「今夜もガビガビ」に出演。
2021年2月には東京だけではなく、名古屋の老舗ライブハウス名古屋ボトムラインにてライブ出演。
2023年11月ワンマンLiveでは世界遺産TVプロデューサー天野裕士がゲスト出演をしている